# 鴨緑江断橋

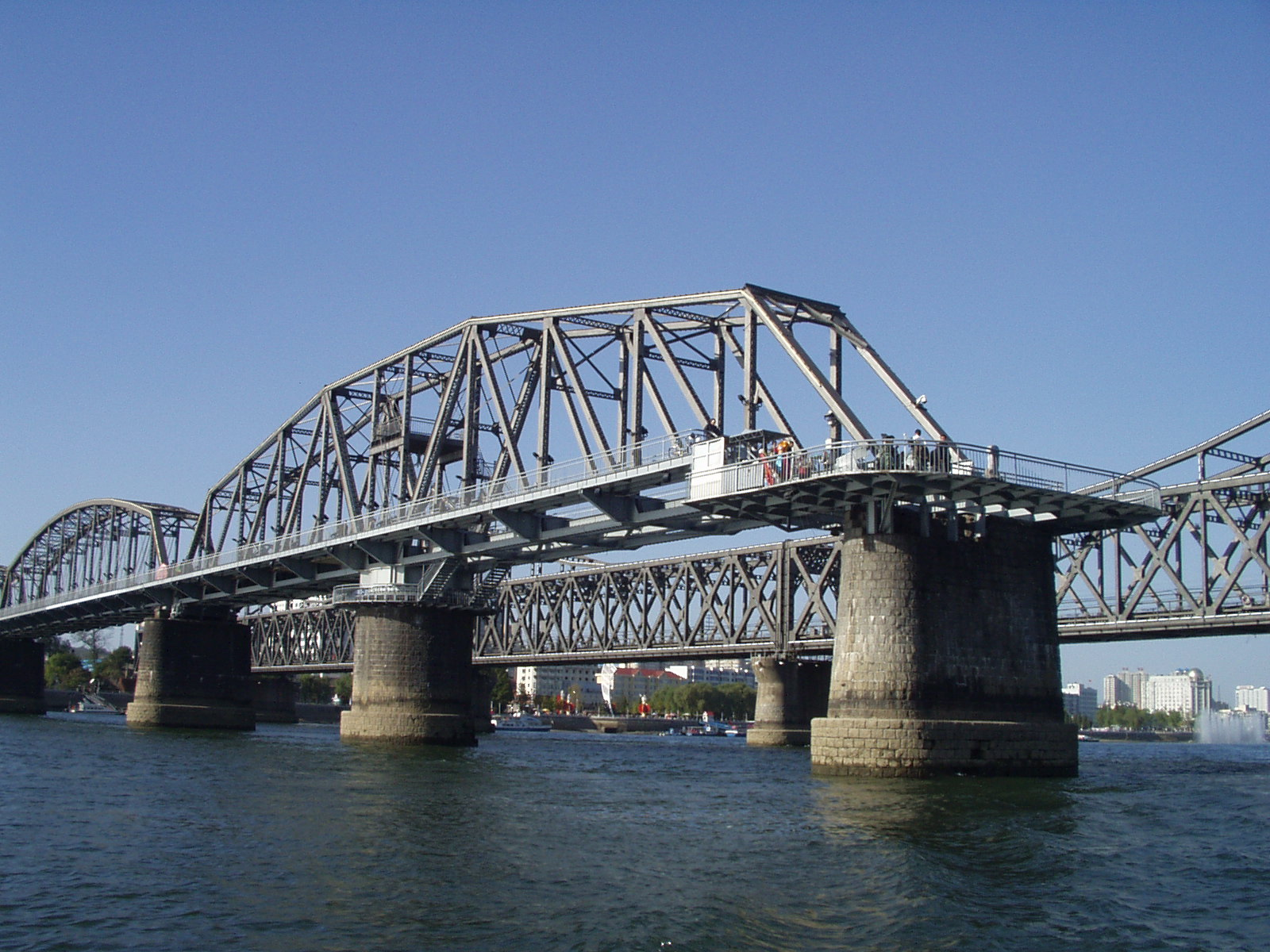
鴨緑江断橋

鴨緑江断橋（おうりょくこうだんきょう、中国語: 鸭绿江断桥、英語: Yalu River Broken Bridge）は1911年に大日本帝国が中朝国境の鴨緑江に建設した鉄道橋「鴨緑江橋梁」の遺構である。現在の中国丹東市と北朝鮮新義州市を繋いでいたが、朝鮮戦争中の1950年に国連軍の爆撃を受けて北朝鮮側が落橋した。

## 歴史
日露戦争中の1904年（明治37年）2月、大日本帝国の陸軍臨時軍用鉄道監部は中国東北部への補給線として鴨緑江架橋を計画した。架橋地点は、建設中の京義線（京城 - 新義州）の延長線上、河口から50 km上流である。戦争終結後、計画は統監府（後の朝鮮総督府）鉄道管理局に受け継がれ、1909年（明治42年）3月設計完、同年8月に建設が開始され、1911年（明治44年）10月に完成した。工事費は175万3308円。
この橋は欧亜連絡運輸の一部だった。関釜連絡船（下関 - 釜山）、京釜線（京城 - 釜山）、京義線（京城 - 新義州）を経て鴨緑江を渡り、安奉線（安東 - 奉天）、日露講和条約（1905年）により獲得した南満洲鉄道（長春 - 旅順）、東清鉄道、シベリア鉄道を通れば日本から欧州まで繋がる。
橋の全長は944.5 m。朝鮮側200フィート6連桁、清国側300フィート6連の12連単線鉄道トラス橋である。橋の両側には山砲を通すことのできる幅2.4 mの歩道を持つ。朝鮮側から9番目の桁は中央に橋脚を持ち、これを軸として90度回転する。この橋の回転開閉機構は、当初の計画には含まれていなかった。英国・米国が清国との通商機会均等のため架橋位置を変えるか、可動橋にして、船舶の航行を妨げないことを要求した結果、1908年（明治41年）11月に設計が変更されたものである。午前中2回（7:00-9:00、10:20-11:50）、午後1回（15:00-17:00）橋の開閉を行っていたが、橋脚の負荷が大きく頻繁なメンテナンスが必要であったため、1934年（昭和9年）3月に稼働を停止した。

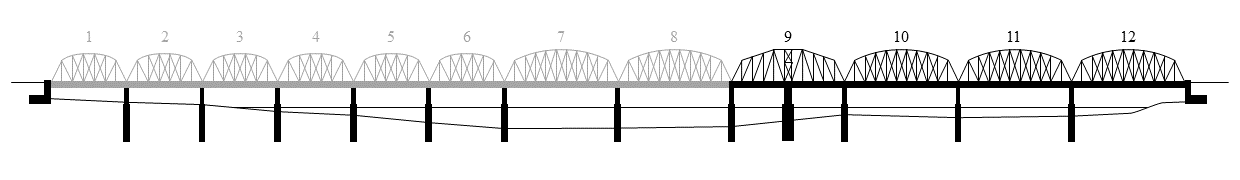
鴨緑江断橋概略。No.9スパンは中央の橋脚に回転機構を持つ。

### 建設
日本が建設した橋として初めてニューマチックケーソン工法が使われた。ケーソンのエアロックは石川島造船所が製作した。ケーソン工事は、遼河架橋工事で英国人技師から技術指導を受け、同工事の主任技師から推薦された清国の楊国棟が請け負った。ケーソン以外の工事は間組による。組長の間猛馬は小谷清主任に「学校にはいったつもりで」ケーソン工法を習得するよう指示したという。基礎工事は結氷期と洪水期を避け、1909年（明治42年）9月-12月、1910年（明治43年）4月 - 6月、9月 - 11月の3期に分けて行われた。橋桁の組み立ては1911年（明治44年）3月22日開始、10月18日完了。軌道を敷設して10月27日に試運転を行った。安奉線工事終了を待って開通は11月1日である。

### 朝鮮戦争
朝鮮戦争中の1950年、国連軍の爆撃により北朝鮮側の橋桁が破壊された。残っている中国側の4スパンは歴史的遺産として中華人民共和国全国重点文物保護単位に指定され、遊歩道・展望台が整備されている。
1950年11月8日、9機のB-29が橋と町を爆撃、翌日にも空母艦載機による攻撃が行われた。国連軍はこの月、鴨緑江の主要な橋を、B-29により 10回、艦載機により10回爆撃した。艦載機攻撃は、橋を爆撃する8機以上のADスカイレイダーを、対空砲を攻撃するF4Uコルセアと制空のためのF9Fパンサーがサポートする編成をとった。西朝鮮湾の空母から飛び立った艦載機は高度4000 mから目標に高速で接近した。中国領空に入らず、つまり川の流れに沿って橋に接近し、北朝鮮側の最も陸に近い水上のスパンを狙う方針は、水平・急降下爆撃を問わず作戦を難しくしていた。
この橋の70 m上流に鴨緑江第二橋梁がある。鉄道輸送力強化のため建設された複線橋である。1943年（昭和18年）4月に完成したこの橋は中朝友誼橋と呼ばれ現在も利用され続けている 。この橋も朝鮮戦争中に爆撃を受けたが落橋しなかった。空爆を想定して設計され、部分的に破損しても残った部材が荷重を支え、また、3径間連続トラス4連（16径間）構成により桁が落下しにくかったためである。米軍にどうしたら橋を落とせるかと尋ねられた設計者の小田彌之亮は、橋桁は落ちないので橋脚を爆砕するしかない、と答えている。

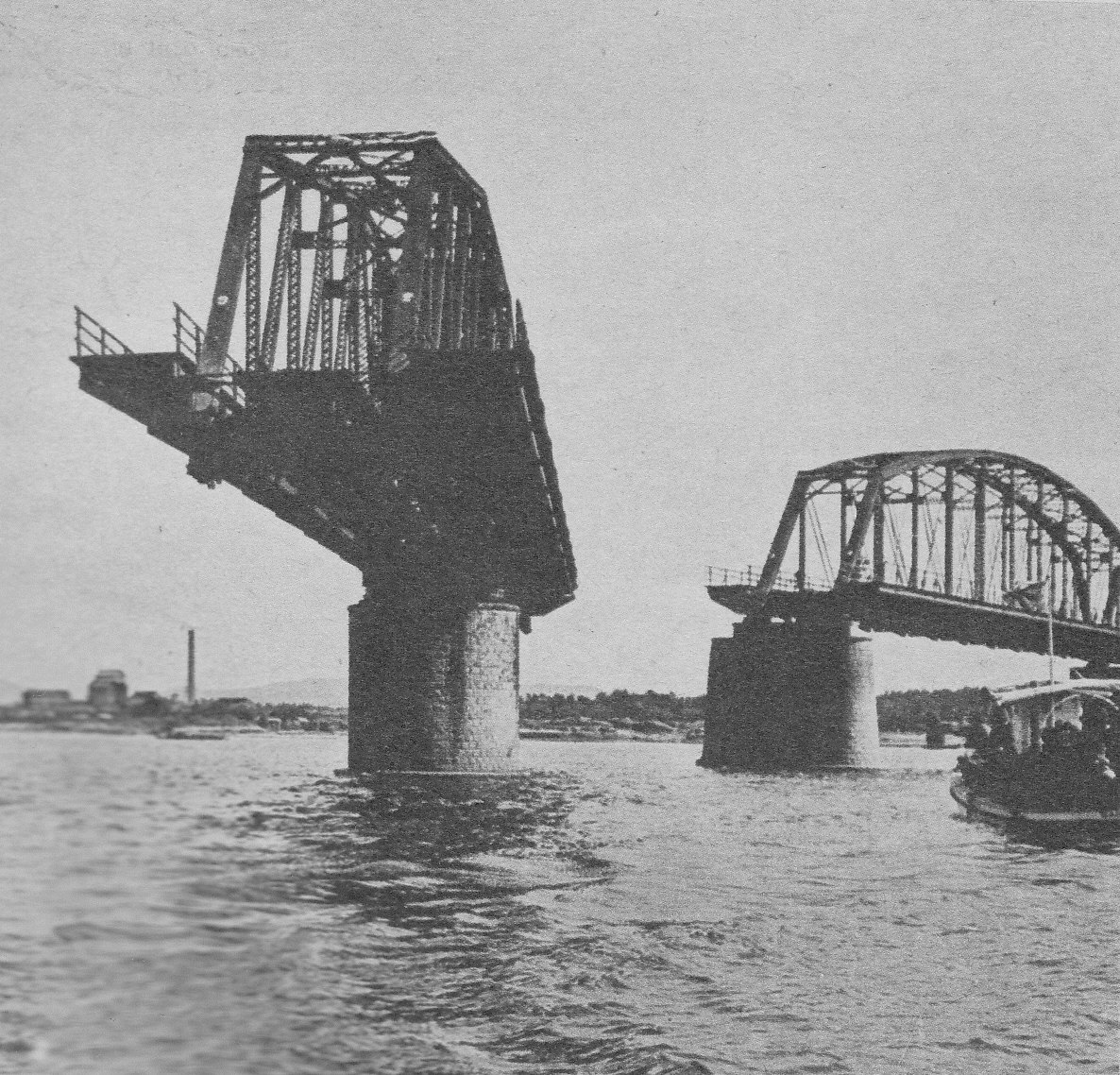
稼働中の鴨緑江断橋（日本統治下に撮影）
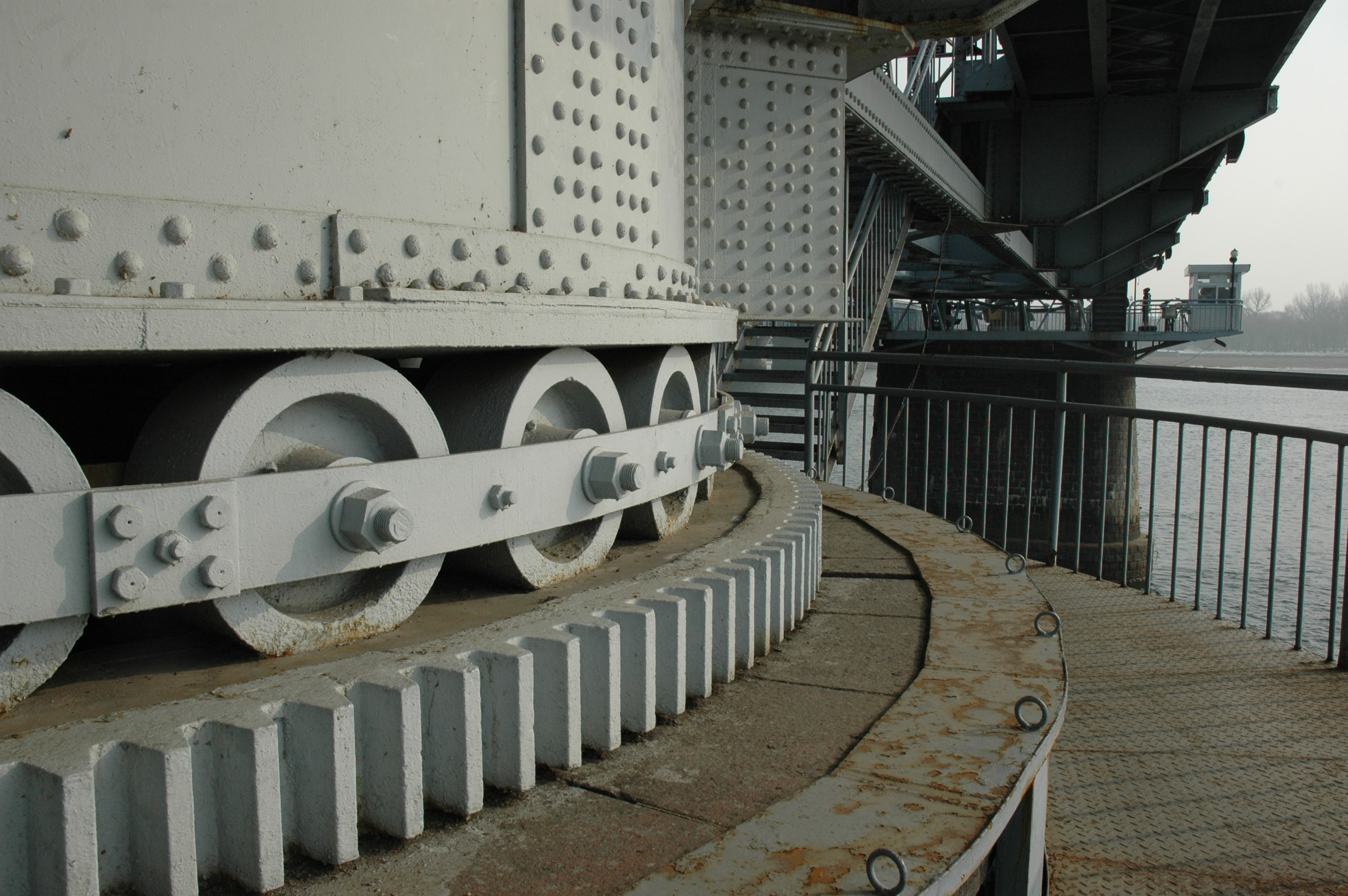
橋桁の回転機構
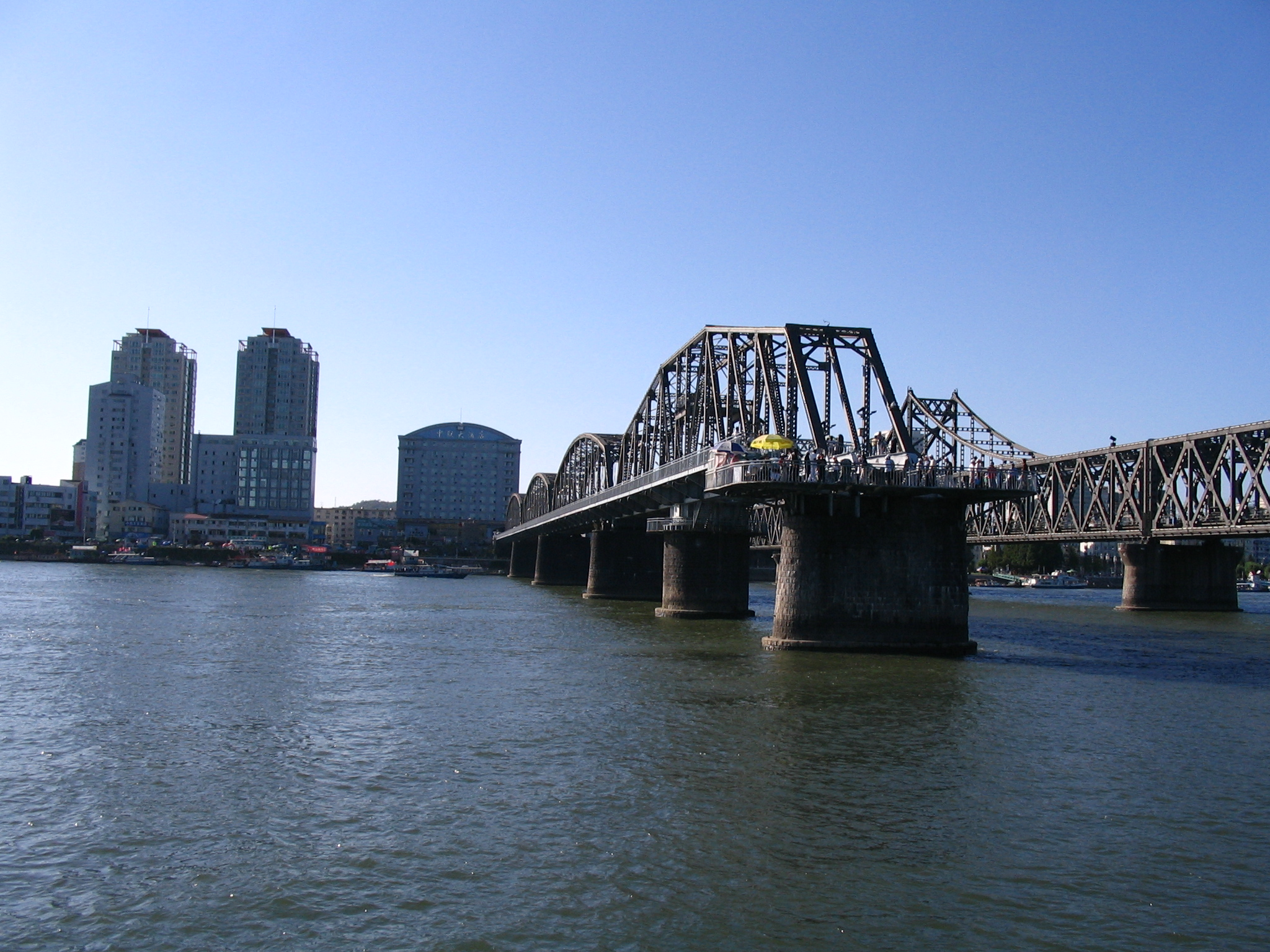
鴨緑江の中ほど下流から断橋（手前）と丹東市街地を見る
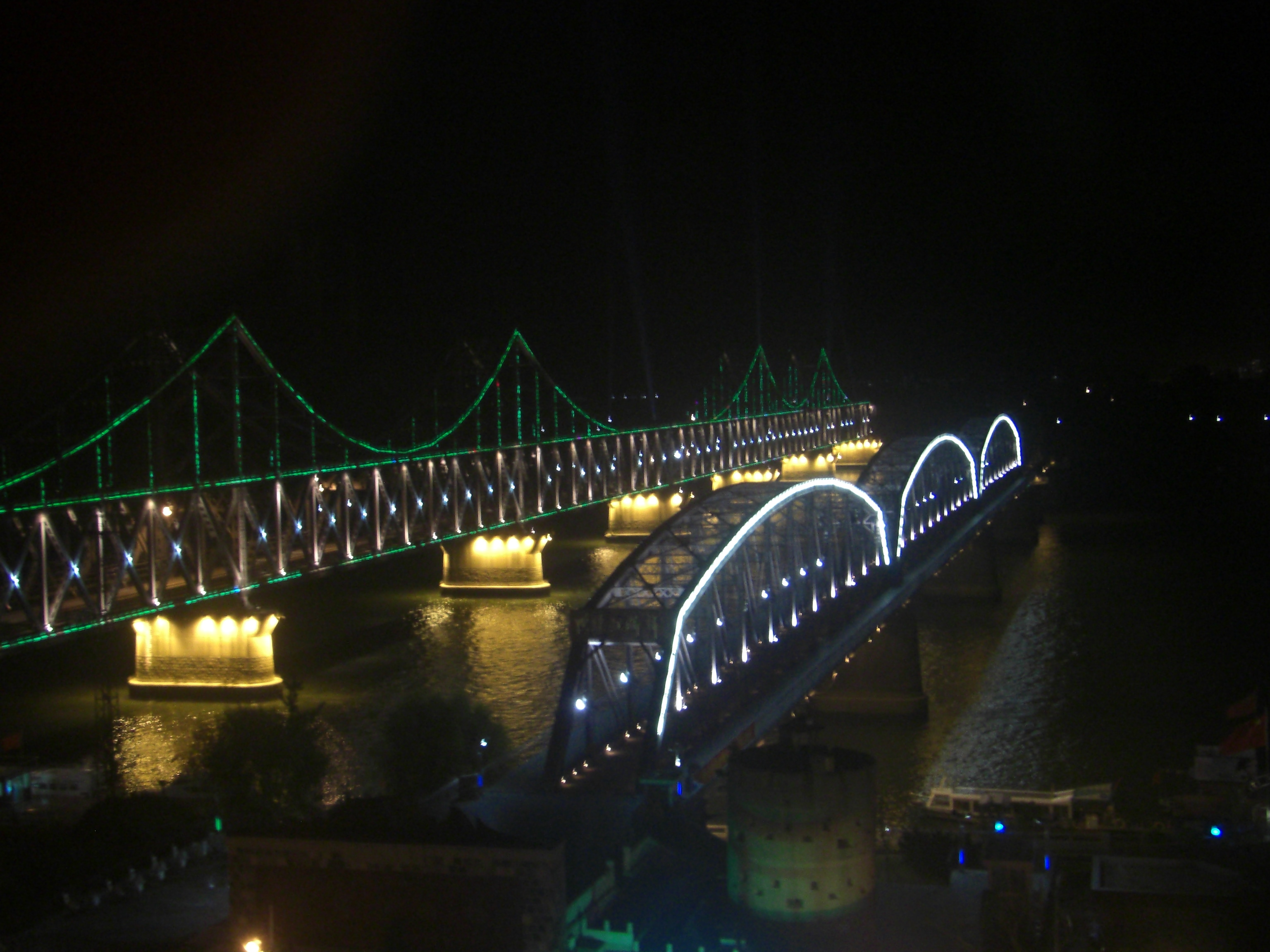
ライトアップ中の鴨緑江断橋（手前）と中朝友好橋（後方）

## 参照
- 中朝友誼橋（鴨緑江第二橋梁）
- 鉄道橋
- 京義線（平義線）

座標: 北緯40度06分54秒 東経124度23分29秒 / 北緯40.1149度 東経124.3914度